# Марченко, Владимир Романович
Влади́мир Рома́нович Ма́рченко (укр. Володимир Романович Марченко; род. 22 октября 1953, Славянск) — украинский политический деятель, Народный депутат Украины (1990—2002).

## Биография
В 1976 году окончил Харьковский институт радиоэлектроники по специальности «инженер-конструктор», по 1990 год работал наладчиком станков с числовым программным управлением, начальником отдела механизации и автоматизации на Роменском заводе автоматических телефонных станций.
Выдвинутый трудовым коллективом своего завода кандидатом, 18 марта 1990 года был избран Народным депутатом Украины, набрав во 2-м туре 53,28 % голосов (среди 6 претендентов). В Верховной раде Украины I созыва (1990—1994) входил в «группу 239» (лидер — А. А. Мороз); с июня 1990 года — член Комиссии по иностранным делам.
По 30 августа 1991 года состоял в КПСС. Затем входил в оргкомитет по созданию Социалистической партии Украины, с октября 1991 года (с момента создания партии) был членом Политисполкома Политсовета партии (до февраля 1996).
На выборах 1994 года в 1-м туре получил 58,67 % голосов, заняв 1-е место среди 11 претендентов. В Верховной раде Украины II созыва (1994—1998) входил во фракцию социалистов (до января 1996); был членом комитета по вопросам экономической политики и управления народным хозяйством. От Верховной рады с ноября 1994 по 1996 год входил в состав Конституционной комиссии.
В 1996 году был одним из организаторов Прогрессивной социалистической партии Украины, с апреля — заместитель председателя партии.
На выборах 1998 года баллотировался по списку Прогрессивной социалистической партии Украины. В Верховной раде Украины III созыва (1998—2002) был уполномоченным председателя фракции ПСПУ (май 1998 — февраль 2000), членом Комитета по вопросам экономической политики, управления народным хозяйством, собственности и инвестиций (с июля 1998).
С июня 2002 года — председатель Киевской городской организации ПСПУ, главный редактор газет «Досвітні огні» («Предрассветные огни») и «Народная оппозиция». С 2003 года — председатель Конфедерации Труда Украины.
На выборах 2006 года баллотировался в Народные депутаты Украины от блока Наталии Витренко «Народная оппозиция» (№ 2 в списке); блок не преодолел 3%-ный барьер.
Доцент Института социализма Российской Федерации.

### Семья
Женат; двое детей — сын и дочь.

## Комментарии
1. ↑  По Роменскому избирательному округу № 347, Сумская область[2].
2. ↑  По Роменскому избирательному округу № 348, Сумская область[2].
3. ↑  Числился  в списке под № 2; был избран по Роменскому избирательному округу № 161, Сумская область[2].